# Achnaton
Amenhotep IV, Achnaton, Echnaton of Akhenaten (of andere schrijfvarianten) was een farao van de 18e dynastie van het Oude Egypte. De farao is bekend geworden vanwege de losse Amarna-kunst en het naar voren halen van het zichtbare aspect van de god Ra die aan de ochtendhorizon verschijnt: de Aton. 

## Monotheïsme versus Henotheïsme
Dat hij het monotheïsme in Egypte introduceerde, is een misvatting. Hij greep juist terug op oude waarden, schafte geen oude goden af, maar zette ze op non-actief. Op één uitzondering na: de god Amon werd afgeschaft. Zijn naam betekent namelijk 'de verborgene' en staat voor het onzichtbare aspect van de zonnegod Ra. Achnaton wilde juist de zichtbare kant van Ra benadrukken. Die zichtbare kant, de god Aton, werd zelfs als een koning beschouwd, wat heel bijzonder is. Achnaton vormde zo, samen met zijn echtgenote Nefertiti en de Aton, een drie-eenheid. In cartouches van de Aton als koning staan de goden Ra-Horus en Sjoe genoemd. Een duidelijk bewijs dat van monotheïsme geen sprake was. Ook goden zoals Thot, Bes en Noet werden gewoon vereerd of in elk geval getolereerd. Alle goden, zoals Horus en Ra, die het glanzende en zichtbare aspect van de zon benadrukten, werden samengevoegd. Er was dus eerder sprake van Henotheïsme.

## Familie

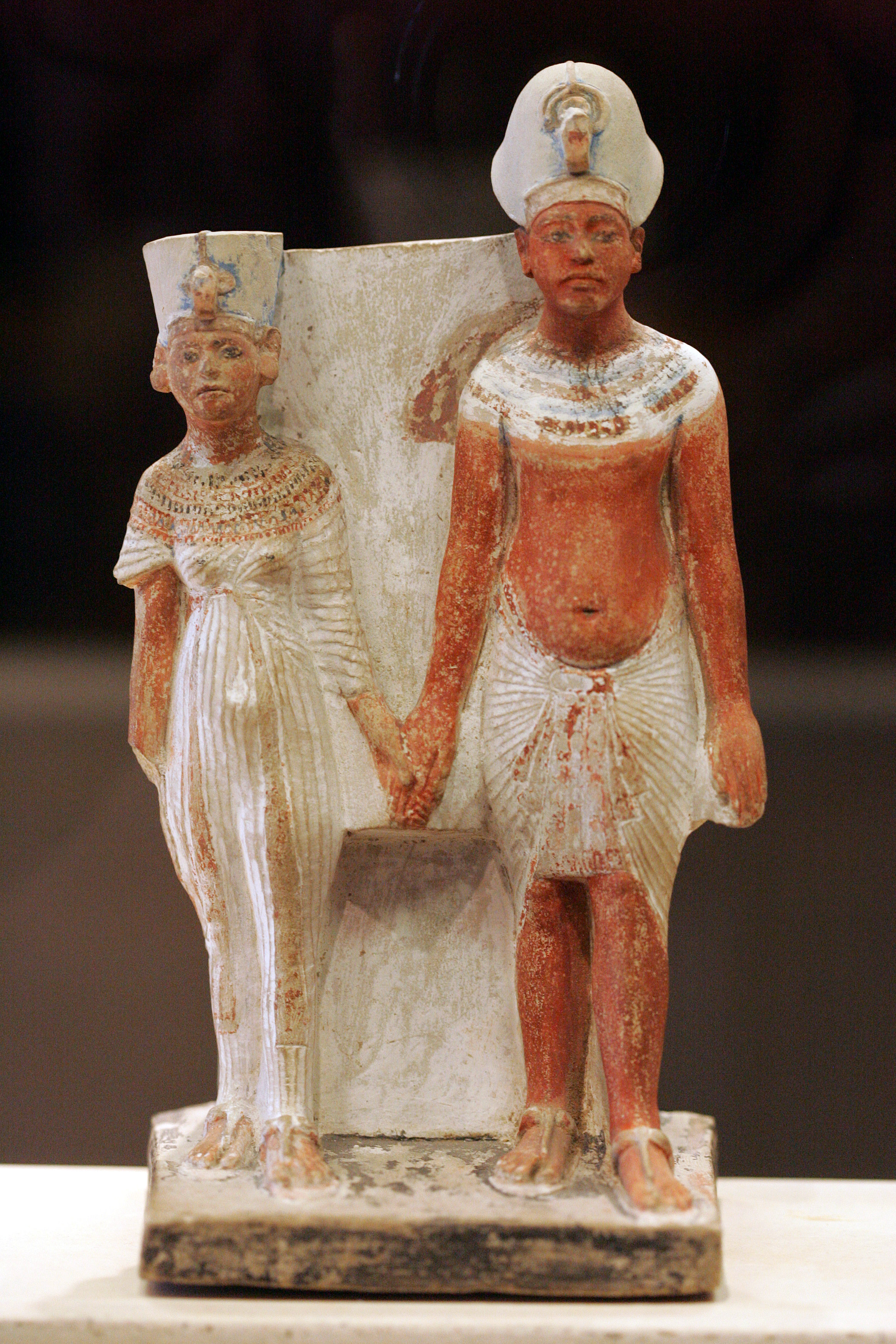
Nefertiti en farao Achnaton
(1345 v. Chr.), Louvre

Achnaton was een zoon van Amenhotep III (ca. 1388 - 1351 v. Chr.) en koningin Teje. Hij trouwde met zijn nicht Nefertiti, de dochter van een paleisbeambte uit Achmim. Daarna trouwde hij met Kiya en nog een andere Teje.
Achnaton en Nefertiti kregen de volgende kinderen:
- Meritaton,
- Maketaton,
- Anchesenpaäton (de latere Anchesenamon)
- Neferneferoeaten Tasjerit,
- Neferneferoere,
- Setepenre

Achnaton en Kiya kregen de volgende kinderen:
- Toetanchamon,
- Vermoedelijk Smenchkare?

## Uiterlijk
De jonge farao is afgebeeld met een vreemd, om niet te zeggen grotesk uiterlijk. Daarin heeft hij een groot, kalebasvormig hoofd, een zeer lange dunne nek, smalle ogen en uitpuilende lippen. Zijn buik is daarin als die van een zwangere vrouw, terwijl ook zijn dijbenen enorm dik, maar zijn onderbenen zeer dun tonen. Verder is hij afgebeeld met vreemde, vrouwelijke gelaatstrekken. Een mogelijke verklaring zou kunnen zijn dat Amenhotep leed aan het syndroom van Marfan.

## De regering van Achnaton
Aanvankelijk, zoals in Khenet (Gebel el Silsila) liet hij zich afbeelden als een traditioneel Egyptisch vorst. Hij werd getroond in de Tempel van Montu te Karnak.
Na vier jaar op de troon (ca.1348 v.Chr.) voerde Achnaton echter een aantal revolutionaire veranderingen door:
- Afbeeldingen van de farao en zijn familie vervingen in het heiligdom van de tempels die van de oude beschermgoden.
- Hij liet een nieuwe hoofdstad bouwen, Achetaton (Horizon van Aton), het tegenwoordige Amarna. In het vijfde regeringsjaar verhuisde het hele hof met koningin-moeder Teje naar Achetaton.
- Als hogepriester van Aton gold de farao zelf. Hij was de persoonlijke cultische bemiddelaar.
- Een nieuwe stijl, de Amarna-kunst, de traditionele stijve en statische stijl werd losgelaten en personen werden meer ongedwongen en natuurgetrouw afgebeeld op reliëfs. Zijn eigen standbeelden zijn expressief en onaantrekkelijk.[2] Voor het houwen van steenblokken werden nieuwe maten ingevoerd.
- Hij sloot de tempels van andere goden dan Aton.
- De schrijftaal veranderde.

Vanaf zijn 12e regeringsjaar werden de hervormingen minder radicaal doorgevoerd, toen Achnaton aandacht moest schenken aan ontwikkelingen in het buitenland. De Hettieten probeerden in Syrië hun invloed uit te breiden. Er werd een diplomatiek huwelijk gesloten met een dochter van de Babylonische vorst van de Kassieten. De tweede koningin, Kiya, was mogelijk de dochter van de Mitanni-koning.
Achnaton stierf voordat dat hij een opvolger had aangewezen.

### Aton-verering
Er bestaan theorieën dat de Aton-religie van Achnaton het ontstaan of de ontwikkeling van het jodendom -en daarmee indirect het christendom- heeft beïnvloed. Een van de aanwijzingen hier is de hymne voor Aton, gevonden in Amarna, die een opvallende gelijkenis vertoont met de Bijbelse Psalm 104. Daar Achnatons regering in de meest geaccepteerde chronologie ergens in de tijd viel, dat de Israëlieten hun ballingschap in Egypte hadden, is een dergelijke invloed zeer wel mogelijk. Nog interessant is de vermelding van een geheimzinnig volk. Dit volk, de Sa-Gaz of Chabiroe genoemd, drong vanuit het noordoosten Israël binnen en wordt door sommige geleerden geïdentificeerd met de Bijbelse joden. De Chabiroe zwierven in grote benden met vrouwen en kinderen rond in onbegaanbaar gebied, ver van de militaire hoofdwegen. Soms mengden zij zich in de plaatselijke politiek door dienst te nemen als hulptroepen, wanneer ze niet zelf oorlog voerden.
Veel tempels van de andere goden werden gesloten. Dat leidde tot ontwrichting van de samenleving omdat het gehele bestuur van het land tot dan toe via de tempels had gelopen. Het bestuur dat ervoor in de plaats kwam was corrupt en vol willekeur. Bij de tot dan toe machtige priesters van Amon was Achnaton begrijpelijkerwijze niet geliefd; de verering van de traditionele goden ging derhalve ondergronds -getuige vondsten in het huidige Amarna- voort en zo behield de traditionele religie haar aansluiting bij de gewone bevolking, op wie de godsdiensthervorming nauwelijks invloed had.
De kunst onderging echter radicale veranderingen, omdat de kunstenaar zich niet meer aan de oude strakke regels van de canon hoefde te houden en bij zijn eigen scheppingskracht te rade kon gaan. Ook de schrijftaal veranderde en kwam veel dichter bij de gesproken taal te staan.

### Buitenlands beleid
De buitenlandse politiek had te lijden onder de interne spanningen die de Aton-hervorming opriep en vooral de Hettieten maakten daar gebruik van om hun invloed in de richting van Kanaän uit te breiden. Toch onderhield het hof van Amarna, getuige de zogenaamde Amarna-brieven, uitgebreide diplomatieke betrekkingen, onder andere met Burnaburiaš II van Karduniaš (Babylon). In 1887 werd de briefwisseling van het Egyptische ministerie voor buitenlandse zaken, die betrekking had op Israel, op kleitabletten uit de 14e eeuw v.Chr. in Amarna teruggevonden. Amarna was de hoofdstad van de 'ketterse' farao Achnaton (Amenhotep IV). Deze Amarna-brieven, zo'n 150 in getal, zijn in het Akkadisch geschreven, destijds de lingua franca voor internationale diplomatie, en in spijkerschrift. Ze zijn vrij doorspekt met Kanaänitische grammatica en vocabulaire. Ze vertellen veel over Israel en zuidelijk Syrië in deze tijden, en over de rol die Egypte daar speelde.

### Opvolging
Over de dood van Achnaton is weinig bekend. Historisch is de verklaring hiervoor dat hij is vermoord door aanhangers van de verdreven Amoncultus. Recent wordt aangenomen dat rond zijn dood een plaag heerste die niet alleen in Egypte, maar ook in alle landen in het Midden-Oosten veel mensen doodde. Dit verklaart wellicht de vele doden in de koninklijke familie rond die tijd. Vlak na de dood van Achnaton werden de hervormingen teruggedraaid en Amon in ere hersteld en weer in zijn tempel geïnstalleerd.
De koning had bij zijn eerste vrouw alleen dochters (zes in totaal) en na zijn dood volgde eerst Semenchkara (wellicht dezelfde als Anchcheperoera) hem op. Diens weduwe schijnt de Hettietische koning om een prins als gemaal te hebben verzocht. Deze Hettietische prins werd aan de Egyptische grens vermoord. Toen vielen de Hettieten Noord-Syrië binnen. Een andere theorie is dat Semenchkara en Nefertiti dezelfde persoon waren en dat zij, na de dood van haar man, nog een jaar zelfstandig regeerde alvorens op geheimzinnige wijze van het toneel te verdwijnen.
Daarna kwam Achnatons zoon Toetanchaton op de troon, die onder invloed van generaal Eje uit Achmim, Hij huwde met zijn halfzus Anchesenpaäton, een dochter van Achnaton en Nefertiti. Toetanchaton zou al snel zijn naam veranderen in Toetanchamon, Achetaten verlaten en de tempels van de traditionele goden weer openstellen. De poging om de groeiende macht van de priesters van Amon te breken bleek te zijn mislukt.
Na Toetanchamons onopgehelderde dood volgde Eje hem op, die trouwde met Anchesenpaäton (de latere Anchesenamon) om zo aanspraak te kunnen maken op de troon.
Na de dood van Eje, kwam Horemheb aan de macht en werd elke verwijzing naar de Aton-cultus uitgewist.

### Bouwwerken
- De stad Amarna
- Atontempel
- Tempel van Aton (Karnak)
- Graf van Achnaton in Amarna
- Mogelijk ook Graf DK 55

## Namen
De koning werd gekroond als Amenhotep IV Nefercheperoere-Oeaenre, hij liet die naam in het vierde jaar van zijn regering veranderen naar Achnaton Nefercheperoere-Oeaenre vanwege de Aton-cultus. Zodoende heeft de koning ook twee sets aan koningstitels gekend.
| G5 | \| \| | E1 · D40 | N29 | A28 | S9 |
|    |       |          |     |     |    |

|  |

| G5 | \| \| | E1 · D40 | N29 | A28 | S9 |
|    |       |          |     |     |    |

|  |

| G5 | \| \| | E1 · D40 | i | t · n · ra | N36 |
|    |       |          |   |            |     |

|  |

| G5 | \| \| | E1 · D40 | i | t · n · ra | N36 |
|    |       |          |   |            |     |

|  |

| G16 | \| \| | wr · r | M23 | t · n | i | i | m | i | t · p | Q1 | t · Z2 |
|     |       |        |     |       |   |   |   |   |       |    |        |

|  |

| G16 | \| \| | wr · r | M23 | t · n | i | i | m | i | t · p | Q1 | t · Z2 |
|     |       |        |     |       |   |   |   |   |       |    |        |

|  |

| G16 | \| \| | wr · r | M23 | i | i | Aa15 · N27 | i | t · n · ra |
|     |       |        |     |   |   |            |   |            |

|  |

| G16 | \| \| | wr · r | M23 | i | i | Aa15 · N27 | i | t · n · ra |
|     |       |        |     |   |   |            |   |            |

|  |

| G8 | \| \| | U39 | Y1 | N28 · Z2 | m | O28 | W24 · O49 | M27 |
|    |       |     |    |          |   |     |           |     |

|  |

| G8 | \| \| | U39 | Y1 | N28 · Z2 | m | O28 | W24 · O49 | M27 |
|    |       |     |    |          |   |     |           |     |

|  |

| G8 | \| \| | U39 | r · n | V10 · n | i | t · n · ra |
|    |       |     |       |         |   |            |

|  |

| G8 | \| \| | U39 | r · n | V10 · n | i | t · n · ra |
|    |       |     |       |         |   |            |

|  |

|  |

|                      |     |     |    |          |   |
| \| \| \| \| \| \| \| |     |     |    |          |   |
|                      |     |     |    |          |   |
| ra                   | nfr | xpr | Z3 | ra · T21 | n |

| ra | nfr | xpr | Z3 | ra · T21 | n |

|  |

|                      |     |     |    |          |   |
| \| \| \| \| \| \| \| |     |     |    |          |   |
|                      |     |     |    |          |   |
| ra                   | nfr | xpr | Z3 | ra · T21 | n |

| ra | nfr | xpr | Z3 | ra · T21 | n |

|  |

|                      |     |     |    |          |   |
| \| \| \| \| \| \| \| |     |     |    |          |   |
|                      |     |     |    |          |   |
| ra                   | nfr | xpr | Z3 | ra · T21 | n |

| ra | nfr | xpr | Z3 | ra · T21 | n |

|  |

|                      |     |     |    |          |   |
| \| \| \| \| \| \| \| |     |     |    |          |   |
|                      |     |     |    |          |   |
| ra                   | nfr | xpr | Z3 | ra · T21 | n |

| ra | nfr | xpr | Z3 | ra · T21 | n |

|  |

|                      |     |     |    |          |   |
| \| \| \| \| \| \| \| |     |     |    |          |   |
|                      |     |     |    |          |   |
| ra                   | nfr | xpr | Z3 | ra · T21 | n |

| ra | nfr | xpr | Z3 | ra · T21 | n |

|  |

|                      |     |     |    |          |   |
| \| \| \| \| \| \| \| |     |     |    |          |   |
|                      |     |     |    |          |   |
| ra                   | nfr | xpr | Z3 | ra · T21 | n |

| ra | nfr | xpr | Z3 | ra · T21 | n |

|  |

|                      |     |     |    |          |   |
| \| \| \| \| \| \| \| |     |     |    |          |   |
|                      |     |     |    |          |   |
| ra                   | nfr | xpr | Z3 | ra · T21 | n |

| ra | nfr | xpr | Z3 | ra · T21 | n |

|  |

|                      |     |     |    |          |   |
| \| \| \| \| \| \| \| |     |     |    |          |   |
|                      |     |     |    |          |   |
| ra                   | nfr | xpr | Z3 | ra · T21 | n |

| ra | nfr | xpr | Z3 | ra · T21 | n |

|  |

|                      |        |    |    |     |     |
| \| \| \| \| \| \| \| |        |    |    |     |     |
|                      |        |    |    |     |     |
| i                    | mn · n | R4 | R8 | S38 | R19 |

| i | mn · n | R4 | R8 | S38 | R19 |

|  |

|                      |        |    |    |     |     |
| \| \| \| \| \| \| \| |        |    |    |     |     |
|                      |        |    |    |     |     |
| i                    | mn · n | R4 | R8 | S38 | R19 |

| i | mn · n | R4 | R8 | S38 | R19 |

|  |

|                      |        |    |    |     |     |
| \| \| \| \| \| \| \| |        |    |    |     |     |
|                      |        |    |    |     |     |
| i                    | mn · n | R4 | R8 | S38 | R19 |

| i | mn · n | R4 | R8 | S38 | R19 |

|  |

|                      |        |    |    |     |     |
| \| \| \| \| \| \| \| |        |    |    |     |     |
|                      |        |    |    |     |     |
| i                    | mn · n | R4 | R8 | S38 | R19 |

| i | mn · n | R4 | R8 | S38 | R19 |

|  |

|                   |       |    |     |         |
| \| \| \| \| \| \| |       |    |     |         |
|                   |       |    |     |         |
| i                 | t · n | ra | G25 | Aa1 · n |

| i | t · n | ra | G25 | Aa1 · n |

|  |

|                   |       |    |     |         |
| \| \| \| \| \| \| |       |    |     |         |
|                   |       |    |     |         |
| i                 | t · n | ra | G25 | Aa1 · n |

| i | t · n | ra | G25 | Aa1 · n |

|  |

|                   |       |    |     |         |
| \| \| \| \| \| \| |       |    |     |         |
|                   |       |    |     |         |
| i                 | t · n | ra | G25 | Aa1 · n |

| i | t · n | ra | G25 | Aa1 · n |

|  |

|                   |       |    |     |         |
| \| \| \| \| \| \| |       |    |     |         |
|                   |       |    |     |         |
| i                 | t · n | ra | G25 | Aa1 · n |

| i | t · n | ra | G25 | Aa1 · n |

## Galerij

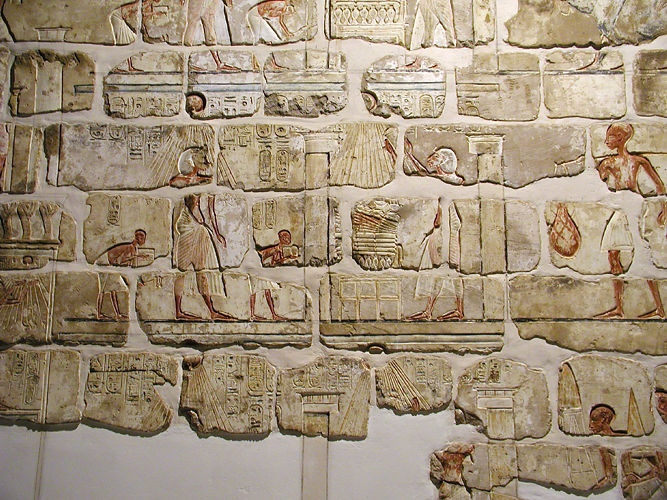
Talataten gevonden in Achnatons tempel te Karnak Luxor Museum
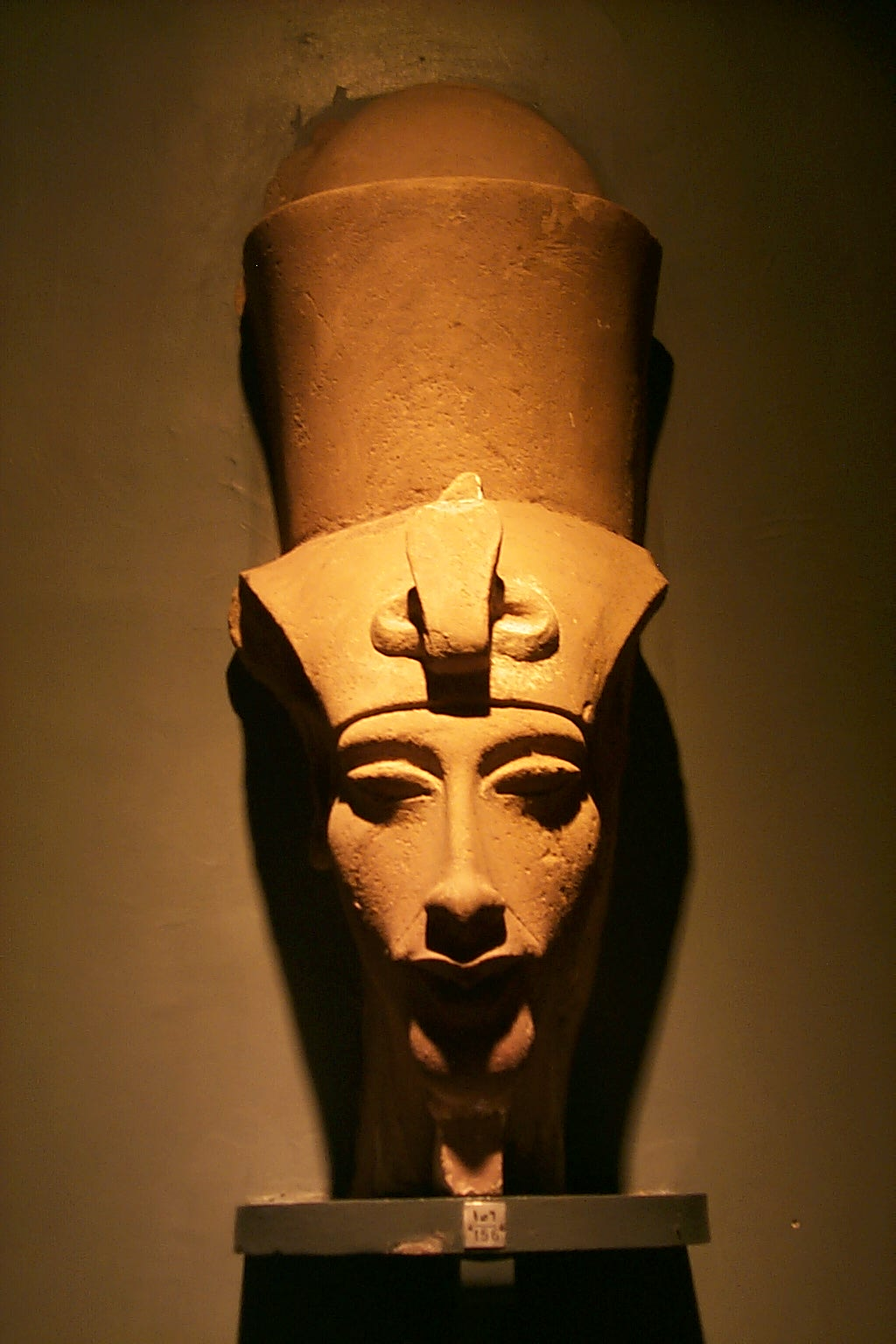
Hoofd van Achnaton Luxor Museum
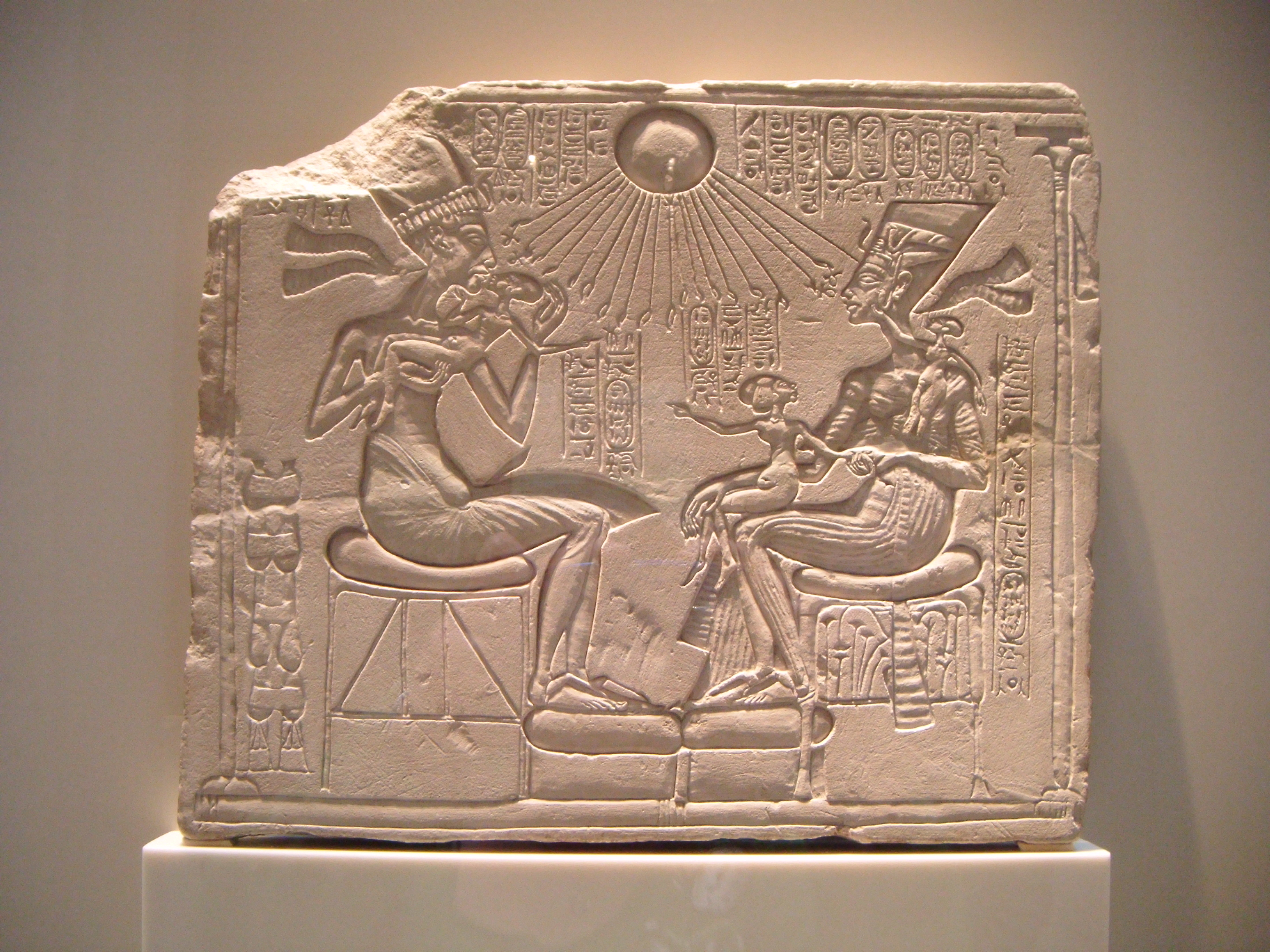
Achnaton, Nefertiti en hun kinderen Ägyptisches Museum Berlin
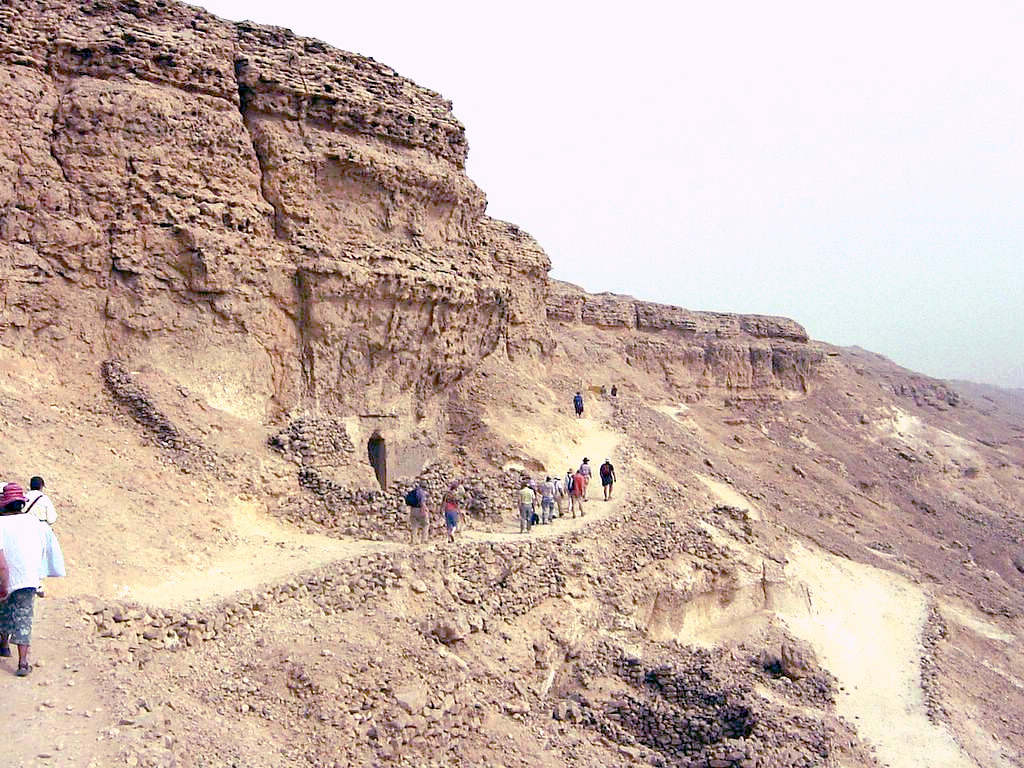
Noordelijke graven in Amarna